# Ilex szechwanensis
Ilex szechwanensis är en järneksväxtart som beskrevs av Ludwig Eduard Loesener. Ilex szechwanensis ingår i släktet järnekar, och familjen järneksväxter.

## Underarter
Arten delas in i följande underarter:
- I. s. huiana
- I. s. mollissima